# Front Briański
Front Briański (ros. Брянский фронт) – związek operacyjno-strategiczny Armii Czerwonej o kompetencjach administracyjnych i operacyjnych na zachodnim terytorium ZSRR, działający podczas wojny z Niemcami w czasie II wojny światowej.

## Formowania i walki
I formowanie
Utworzony 14 sierpnia 1941, w celu odparcia ewentualnego niemieckiego ataku na Briańsk. 
Front rozwinął się w rejonie: Orzeł, Briańsk, a w jego skład weszła 13 i 50 Armia oraz lotnictwo liczące 159 samolotów. Dowódcą lotnictwa frontu mianowano gen. mjra Fiodora Połynina. Front Briański prowadził walki obronne na kierunku: Orzeł, Kursk (30 września – 29 października), następnie brał udział w walkach pod w walkach pod Moskwą. Rozwiązany 10 listopada 1941.
II sformowanie
Utworzony 24 grudnia 1941. 
Rozwinął się na linii: Tarusa, Aleksin, Kosa, Gora, Torchowo, Burakowo, Michajłow w walce przeciwko niemieckiej Grupie Armii Środek. 28 czerwca – 16 sierpnia 1942 prowadził walki obronne przeciw niemieckiej Grupie Armii B. 7 sierpnia wydzielono z niego Front Woroneski. 24 stycznia – 5 lutego przeprowadził woronesko-kostromską operację przeciw 2 Armii niemieckiej. Rozwiązany 12 marca 1943. Jego armie weszły w skład Frontu Centralnego i Frontu Zachodniego.
III sformowanie
Utworzony 28 marca 1943. 
Wziął udział w operacji orłowskiej i operacji briańskiej przeciw 9 Armii niemieckiej. Uczestniczył w bitwie kurskiej (5 lipca – 23 sierpnia 1943) w czasie której dowództwo frontu tworzyli następujący oficerowie: dowódca Markian Popow, szef sztabu Leonid Sandałow, członkowie rady wojennej Lew Mechlis i S. Sabalin oraz szef zarządu politycznego A. Pigurnow. Przemianowany 10 października 1943 na Front Nadbałtycki. Część jego wojsk weszło w skład Frontu Centralnego.

## Struktura organizacyjna
| Skład                                                                 | Skład                     | Skład                                                           |
| Sierpień 1941                                                         | Listopad 1941             | Kwiecień 1943                                                   |
| --------------------------------------------------------------------- | ------------------------- | --------------------------------------------------------------- |
| 13 Armia 50 Armia następnie uzupełniony: 3 Armia GO gen. A. Jermakowa | 3 Armia 49 Armia 50 Armia | 3 Armia 61 Armia 63 Armia 3 Gwardyjska APanc. 15 Armia Lotnicza |

## Dowództwo frontu
| Dowódcy frontu                  | Dowódcy frontu              | Dowódcy frontu |
| Stopień, imię i nazwisko        | Czasokres                   | Formowanie     |
| ------------------------------- | --------------------------- | -------------- |
| gen. por. Andriej Jeriomienko   | do 13 X 1941                | I formowanie   |
| gen. mjr Gieorgij Zacharow.     |                             | I formowanie   |
| gen. płk Jakow Czeriewiczenko   | od 24 XII 1941 do 2 IV 1942 | II formowanie  |
| gen. por. Filip Golikow         | do 7 VII 1942               | II formowanie  |
| gen. por. Nikandr Czibisow      | do 13 VII 1942,             | II formowanie  |
| gen. por. Konstanty Rokossowski | do 27 IX1942,               | II formowanie  |
| gen. por. Maks Reiter           | do 12 III 1943.             | II formowanie  |
| gen. płk Maks Reiter            | od 28 III do 5 VI 1943,     | III formowanie |
| gen. płk Markian Popow          | do 10X 1943.                | III formowanie |